# Редькин, Николай Ефимович
Николай Ефимович Редькин (6 декабря 1907 — 3 января 1985) — командир сапёрного взвода 30-го отдельного гвардейского сапёрного батальона 26-й гвардейской стрелковой дивизии 8-го гвардейского стрелкового корпуса 11-й гвардейской армии 3-го Белорусского фронта, гвардии лейтенант.

## Биография
Родился 6 декабря 1907 года в посёлке Минеральные Воды ныне Ставропольского края.
В Красную Армию призван в 1941 году. В 1942 году окончил Высшую военно-инженерную школу. На фронте в Великую Отечественную войну с июня 1942 года. Сражался на Закавказском, Северо-Кавказском, Прибалтийском, 1-м Прибалтийском, 3-м Белорусском фронтах.
Командир сапёрного взвода 30-го отдельного гвардейского сапёрного батальона 26-я гвардейская стрелковая дивизия, 8-й гвардейский стрелковый корпус 11-я гвардейская армия, 3-й Белорусский фронт гвардии лейтенант Николай Редькин особо отличился при освобождении Минской области Белоруссии.
Указом Президиума Верховного Совета СССР от 24 марта 1945 года за образцовое выполнение боевых заданий командования и проявленные при этом мужество и героизм гвардии лейтенанту Редькину Николаю Ефимовичу присвоено звание Героя Советского Союза с вручением ордена Ленина и медали «Золотая Звезда».
С 1946 года в запасе. Жил в Краснодаре. Доктор сельскохозяйственных наук (1969 год), профессор (1970 год). Скончался 3 января 1985 года.